# Căuaș
Căuaș – wieś w Rumunii, w okręgu Satu Mare, w gminie Căuaș. W 2011 roku liczyła 684 mieszkańców. 